# Herb gminy Wodynie
Herb gminy Wodynie – jeden z symboli gminy Wodynie, ustanowiony 26 października 2004.

## Wygląd i symbolika
Herb przedstawia na tarczy w polu czerwonym srebrnego smoka ze złotymi łapami (symbol księstwa czerskiego), godło z herbu Kościesza rodu Wodyńskich, a pod nimi srebrną linię falistą, nawiązującą do Wodynki.